# Beires
Beires este o municipalitate din provincia Almería, Andaluzia, Spania, cu o populație de 135 de locuitori.